# Rover 25
Rover 25 var en bilmodel fra Rover, som blev introduceret i efteråret 1999 til modelåret 2000.
Den var en faceliftet udgave af forgængeren, Rover 200 serie, og fandtes med benzinmotorer fra 1,1 til 1,8 liter og dieselmotorer på 2,0 liter.
Produktionen af Rover 25 blev indstillet i 2005, da Rover gik konkurs.

## Motorer[1]
| Model                             | Cylindre                          | Ventiler                          | Slagvolume cm³                    | Effekt                            | Effekt                            | Effekt                            | Drejningsmoment                   | Drejningsmoment                   | 0-100 km/t                        | Topfart                           | Årgang(e)                         | Årgang(e)                         |                                   |
|                                   |                                   |                                   |                                   | kW                                | hk                                | omdr.                             | Nm                                | omdr.                             |                                   |                                   | fra                               | til                               |                                   |
| Rover 25-modeller med benzinmotor | Rover 25-modeller med benzinmotor | Rover 25-modeller med benzinmotor | Rover 25-modeller med benzinmotor | Rover 25-modeller med benzinmotor | Rover 25-modeller med benzinmotor | Rover 25-modeller med benzinmotor | Rover 25-modeller med benzinmotor | Rover 25-modeller med benzinmotor | Rover 25-modeller med benzinmotor | Rover 25-modeller med benzinmotor | Rover 25-modeller med benzinmotor | Rover 25-modeller med benzinmotor | Rover 25-modeller med benzinmotor |
| --------------------------------- | --------------------------------- | --------------------------------- | --------------------------------- | --------------------------------- | --------------------------------- | --------------------------------- | --------------------------------- | --------------------------------- | --------------------------------- | --------------------------------- | --------------------------------- | --------------------------------- | --------------------------------- |
| 1.1                               | 4                                 | 16                                | 1119                              | 55                                | 75                                | 6000                              | 95                                | 5000                              | 13,5                              | 161                               | 2000                              | 2005                              |                                   |
| 1.4                               | 4                                 | 16                                | 1396                              | 62                                | 84                                | 6000                              | 110                               | 4500                              | 11,8                              | 168                               | 1999                              | 2005                              |                                   |
| 1.4                               | 4                                 | 16                                | 1396                              | 76                                | 103                               | 6000                              | 123                               | 4500                              | 10,2                              | 180                               | 1999                              | 2005                              |                                   |
| 1.6                               | 4                                 | 16                                | 1588                              | 80                                | 109                               | 6000                              | 138                               | 4500                              | 9,5                               | 185                               | 1999                              | 2005                              |                                   |
| 1.8                               | 4                                 | 16                                | 1795                              | 86                                | 117                               | 5500                              | 160                               | 2750                              | 9,5                               | 185                               | 1999                              | 2001                              |                                   |
| 1.8                               | 4                                 | 16                                | 1795                              | 107                               | 145                               | 6750                              | 174                               | 4000                              | 7,8                               | 200                               | 1999                              | 2001                              |                                   |
| MG ZR/X30                         | 4                                 | 16                                | 1795                              | 118                               | 160                               | 7000                              | 175                               | 4500                              | 7,5                               | 210                               | 2001                              | 2005                              |                                   |
| Rover 25-modeller med dieselmotor |                                   |                                   |                                   |                                   |                                   |                                   |                                   |                                   |                                   |                                   |                                   |                                   |                                   |
| 2.0 TD                            | 4                                 | 8                                 | 1994                              | 74                                | 101                               | 4200                              | 240                               | 2000                              | 9,9                               | 182                               | 1999                              | 2005                              |                                   |
| 2.0 TD                            | 4                                 | 8                                 | 1994                              | 83                                | 113                               | 4500                              | 260                               | 2000                              | 9,1                               | 185                               | 2001                              | 2005                              |                                   |